# ふたり/VIVIVID PARTY!
「ふたり/VIVIVID PARTY!」（ふたり/ヴィヴィッド パーティー）は、ゆいかおりの2枚目のシングル。2010年7月21日にスターチャイルドから発売された。

## 概要
マイコーりょうと共演した「VIVIVID PARTY!」のPVを収めたDVDが同梱されている。初回製造分には生写真が封入されている。
「ふたり」はテレビアニメ『kiss×sis』最終回エンディングテーマとして使用された。

## 収録曲

### CD
1. ふたり [4:03]
  - 作詞：大森祥子、作曲・編曲：高橋菜々
  - テレビアニメ『kiss×sis』最終回エンディングテーマ
2. VIVIVID PARTY! [4:19]
  - 作詞：あきよしふみえ、作曲・編曲：宮崎誠
3. ふたり（off vocal ver.）
4. VIVIVID PARTY!（off vocal ver.）

### DVD
1. VIVIVID PARTY!（MUSIC CLIP）
2. 【ゆいかおり】VIVIVID PARTY!【踊ってみて!】

## 収録アルバム
| 曲名           | アルバム  | 発売日        |
| -------------- | --------- | ------------- |
| ふたり         | 『Puppy』 | 2011年9月21日 |
| VIVIVID PARTY! | 『Puppy』 | 2011年9月21日 |